# Boinița
Boinica románul: Boinița, falu Romániában, a Bánságban, Krassó-Szörény megyében.

## Fekvése
Dalbosec mellett fekvő település.

## Története
Bojnica korábban Dalbosec része volt. 1956-ban vált külön településsé 103 lakossal.
1966-ban 104, 1977-ben 55, 1992-ben 18, a 2002-es népszámláláskor pedig 17 román lakosa volt.